# Scleria laxiflora
Scleria laxiflora är en halvgräsart som beskrevs av Gross. Scleria laxiflora ingår i släktet Scleria och familjen halvgräs. Inga underarter finns listade i Catalogue of Life.